# Línea de sucesión presidencial de los Estados Unidos

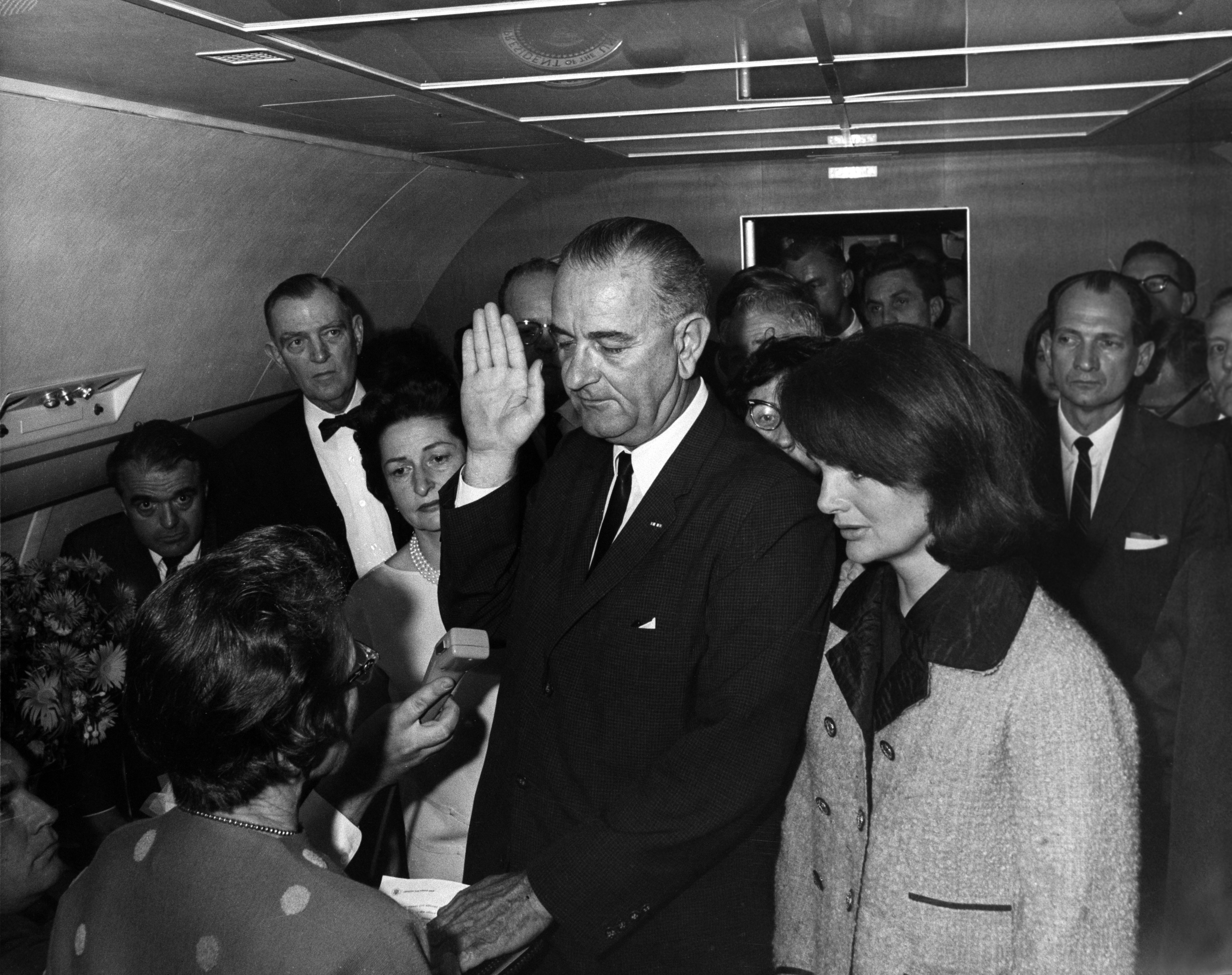
Lyndon B. Johnson se juramentó a bordo del Air Force One por la jueza federal Sarah T. Hughes, tras el asesinato de John F. Kennedy. A la izquierda de Johnson, se encuentra Jacqueline Kennedy.

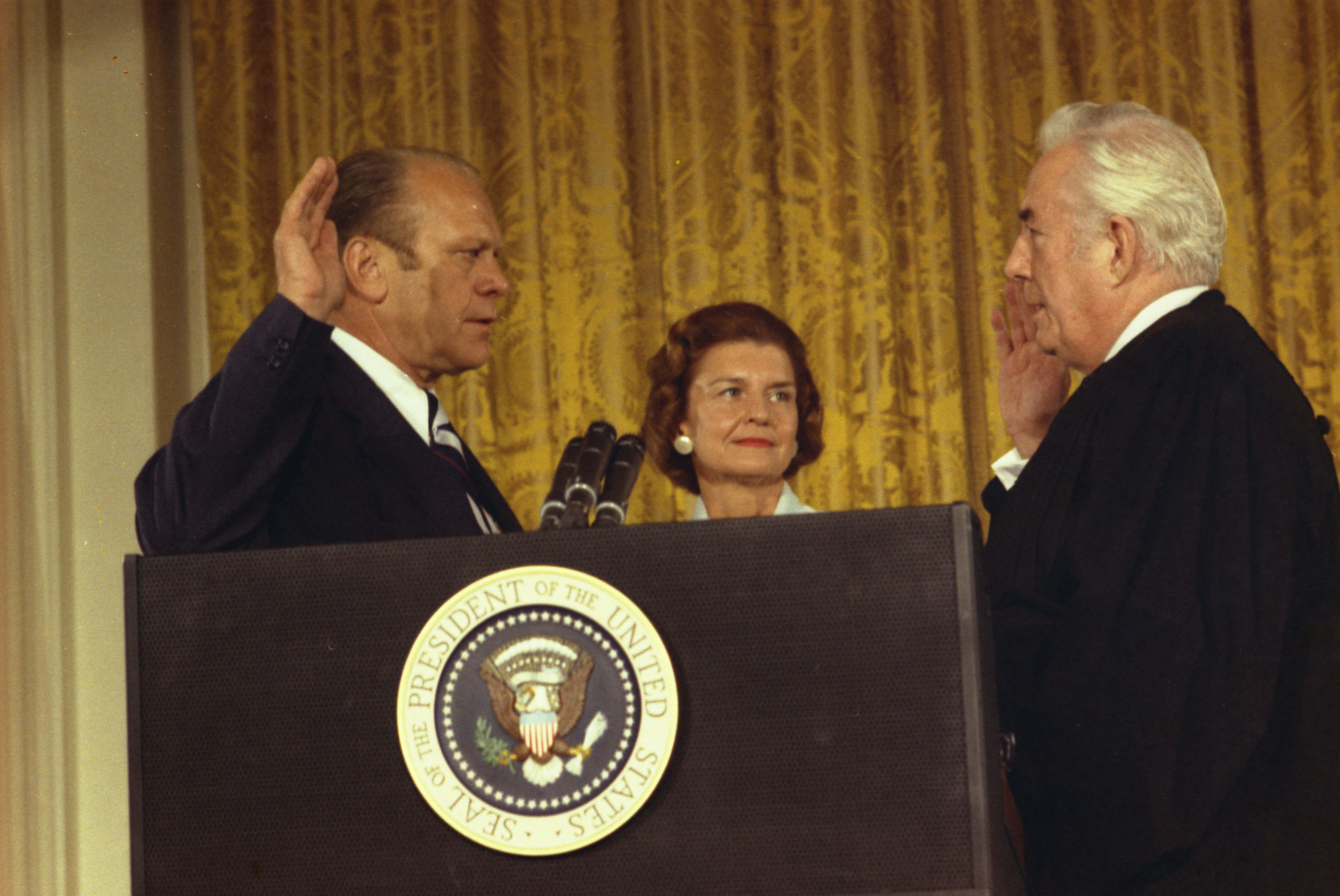
El nuevo presidente Gerald Ford asume el juramento después de la renuncia de Richard Nixon el 9 de agosto de 1974.

La línea de sucesión presidencial de los Estados Unidos es el orden de los funcionarios que pueden llegar a ser o actuar como presidente de los Estados Unidos si el presidente en ejercicio queda incapacitado, muere, renuncia o es destituido (por juicio político de la Cámara de Representantes y condena posterior por el Senado). La línea de sucesión está establecida por la Constitución de los Estados Unidos y la Ley de Sucesión Presidencial de 1947, enmendada posteriormente para incluir las oficinas del gabinete recién creadas. La sucesión sigue el orden del vicepresidente, el presidente de la Cámara de Representantes, el presidente pro tempore del Senado, y luego los jefes de los departamentos ejecutivos federales que forman el Gabinete de los Estados Unidos. El Gabinete tiene actualmente quince miembros, comenzando con el secretario de Estado y seguido por el resto en el orden de creación de sus puestos. Aquellos jefes de departamento que no son elegibles para actuar como presidente tampoco son elegibles para suceder al presidente por sucesión, por ejemplo, más comúnmente si no son ciudadanos nacidos en los Estados Unidos.
Varios expertos en derecho constitucional han planteado cuestiones sobre la constitucionalidad de las disposiciones en las que el presidente de la Cámara y el presidente pro tempore del Senado suceden en la Presidencia, y en 2003 la Comisión de Continuidad del Gobierno planteó una serie de otros problemas con la actual línea de sucesión.

## Línea de sucesión
| Línea sucesoria presidencial | Línea sucesoria presidencial               | En el cargo           | Partido político | Partido político |
| ---------------------------- | ------------------------------------------ | --------------------- | ---------------- | ---------------- |
| 1                            | Vicepresidente                             | J. D. Vance           |                  | Republicano      |
| 2                            | Presidente de la Cámara de Representantes  | Mike Johnson          |                  | Republicano      |
| 3                            | Presidente pro tempore del Senado          | Chuck Grassley        |                  | Republicano      |
| 4                            | Secretario de Estado                       | Marco Rubio           |                  | Republicano      |
| 5                            | Secretario del Tesoro                      | Scott Bessent         |                  | Republicano      |
| 6                            | Secretario de Defensa                      | Pete Hegseth          |                  | Republicano      |
| 7                            | Fiscal general                             | Pam Bondi             |                  | Republicano      |
| 8                            | Secretario del Interior                    | Doug Burgum           |                  | Republicano      |
| 9                            | Secretaria de Agricultura                  | Brooke Rollins        |                  | Republicano      |
| 10                           | Secretario de Comercio                     | Howard Lutnick        |                  | Republicano      |
| 11                           | Secretaria del Trabajo                     | Lori Chavez-DeRemer   |                  | Republicano      |
| 12                           | Secretario de Salud y Servicios Humanos    | Robert F. Kennedy Jr. |                  | Independiente    |
| 13                           | Secretario de Vivienda y Desarrollo Urbano | Scott Turner          |                  | Republicano      |
| 14                           | Secretario de Transporte                   | Sean Duffy            |                  | Republicano      |
| 15                           | Secretario de Energía                      | Chris Wright          |                  | Republicano      |
| 16                           | Secretaria de Educación                    | Linda McMahon         |                  | Republicano      |
| 17                           | Secretario de Asuntos de los Veteranos     | Doug Collins          |                  | Republicano      |
| 18                           | Secretaria de Seguridad Nacional           | Kristi Noem           |                  | Republicano      |

## Disposiciones constitucionales
La línea de sucesión se menciona en tres secciones de la Constitución:
- El Artículo II, Sección 1, Cláusula 6, coloca al vicepresidente primero en la línea de sucesión y le permite al Congreso proporcionar por ley los casos en los que ni el presidente ni el vicepresidente puedan asumir el cargo. La actual ley que rige la sucesión es la Ley de Sucesión Presidencial de 1947 (Título 3 del U.S.C. § 19).

- La Sección 3 de la Vigésima Enmienda establece que si el presidente electo fallece antes de que comience su mandato, el vicepresidente electo se convierte en presidente el día de la inauguración y cumple el mandato completo para el que fue elegido el presidente electo. La sección también establece que si en el día de la inauguración no se ha elegido un presidente o el presidente electo no reúne los requisitos para la presidencia, el vicepresidente electo actuará como presidente hasta que se elija un presidente o califique el presidente electo. Finalmente, la Sección 3 permite que el Congreso brinde por ley casos en los que ni un presidente electo ni un vicepresidente electo sean elegibles o estén disponibles para asumir el cargo.

- La Vigesimoquinta Enmienda, ratificada en 1967, aclaró en el Artículo II, Sección 1 que el vicepresidente es el sucesor directo del presidente, y se convierte en presidente si el presidente muere, renuncia o es destituido. La enmienda también estipula la situación en la que el presidente está temporalmente incapacitado, por ejemplo, si el presidente tiene un procedimiento quirúrgico o se vuelve mentalmente incapacitado. La enmienda también prevé la sucesión vicepresidencial, al requerir que las vacantes de Vicepresidencia sean cubiertas por el presidente y confirmadas por ambas cámaras del Congreso. Anteriormente, cada vez que un vicepresidente había asumido la Presidencia o había dejado el puesto vacío (por muerte, renuncia o destitución), la Vicepresidencia permanecía vacante hasta que comenzaran los siguientes períodos presidenciales y vicepresidenciales.